# 渋谷村
渋谷村（しぶやむら）は、1889年から1944年まで、および1955年から1956年まで神奈川県県央部、高座郡に属していた村。

## 地理
- 河川:境川、引地川

## 歴史
中世の渋谷荘に属し、有力武士団の1つである渋谷氏の名字の地とされる。
1944年に町制施行して渋谷町となり、1955年に南半部が藤沢市に編入され、残った北半部で渋谷村が改めて設置された。
1956年に北隣の大和町（後の大和市）に編入されて消滅した。1955年に改めて新設された渋谷村は、現在の大和市の南半部に相当する。

### 沿革
- 1873年（明治6年） - 福田常泉寺に桃鶏学舎（後の大和市立渋谷小学校）が設立される。
- 1889年（明治22年）4月1日 - 町村制施行により、高座郡長後村、福田村、下和田村、上和田村、高倉村および本蓼川村の一部が合併し高座郡渋谷村が発足。
- 1900年（明治33年） - 閉村時の役場位置に村役場が移転。
- 1929年（昭和4年）4月1日 - 小田急江ノ島線が開通し、高座渋谷駅が開業。
- 1942年（昭和17年）- 厚木海軍飛行場が完成。
- 1944年（昭和19年）11月3日 - 単独で町制施行し、高座郡渋谷町となる。
- 1949年（昭和24年） - 渋谷町営水道を設立。
- 1951年（昭和26年） - 渋谷町立渋谷図書館が開館。
- 1952年（昭和27年）11月25日 - 小田急江ノ島線桜ヶ丘駅が開業。
- 1955年（昭和30年）4月5日 - 南半部の大字長後および高倉が藤沢市に編入され[1]、北半部の大字下和田、上和田、福田および本蓼川の区域で新たに高座郡渋谷村（第2次）が発足[2]。
- 1956年（昭和31年）9月1日 - 大和町に編入[3]。
2024年現在は、区画整理、住居表示に伴い渋谷一丁目など、高座渋谷駅周辺に渋谷の地名が復活している。

## 交通

### 鉄道路線
- 小田急電鉄
  - 江ノ島線: - 桜ヶ丘駅 - 高座渋谷駅 -
中心となる駅は、高座渋谷駅である。
新長後駅（後の長後駅）は、六会村下土棚（1942年（昭和17年）3月10日、藤沢市に編入）に設置された。

### 道路
- 主要地方道藤沢町田線（後の国道467号）
- 一般県道丸子中山平塚線（後の神奈川県道45号丸子中山茅ヶ崎線）
- 国道246号